# یواس‌اس میلواکی (سی‌ال-۵)
یواس‌اس میلواکی (سی‌ال-۵) (به انگلیسی: USS Milwaukee (CL-5)) یک کشتی بود که طول آن ۵۵۵ فوت ۶ اینچ (۱۶۹٫۳۲ متر) بود. این کشتی در سال ۱۹۲۲ ساخته شد.